# Medibank International 2010 - Qualificazioni singolare maschile
Le qualificazioni del singolare maschile del Medibank International 2010 sono state un torneo di tennis preliminare per accedere alla fase finale della manifestazione. I vincitori dell'ultimo turno sono entrati di diritto nel tabellone principale. In caso di ritiro di uno o più giocatori aventi diritto a questi sono subentrati i lucky loser, ossia i giocatori che hanno perso nell'ultimo turno ma che avevano una classifica più alta rispetto agli altri partecipanti che avevano comunque perso nel turno finale.
Le qualificazioni del Medibank International 2010 prevedevano 32 partecipanti di cui 4 accedevano al tabellone principale.

## Teste di serie
1. Assente
2. Assente
3. Assente
4. Frederico Gil (qualificato)

1. Daniel Gimeno Traver (ultimo turno)
2. Juan Ignacio Chela (qualificato)
3. Leonardo Mayer (qualificato)
4. Taylor Dent (ultimo turno)

## Qualificati
1. Juan Ignacio Chela
2. Marinko Matosevic

1. Leonardo Mayer
2. Frederico Gil

## Tabellone

### Legenda
| - Q = Qualificato - WC = Wild card - LL = Lucky loser | - ALT = Alternate - SE = Special Exempt - PR = Protected Ranking | - w/o = Walkover - r = Ritirato - d = Squalificato |

### Sezione 1
|  | Primo turno              | Primo turno              | Primo turno              | Primo turno | Primo turno |  |  | Secondo turno            | Secondo turno            | Secondo turno            | Secondo turno      | Secondo turno |   |   | Terzo turno   | Terzo turno   | Terzo turno | Terzo turno | Terzo turno |  |
|  |                          |                          |                          |             |             |  |  |                          |                          |                          |                    |               |   |   |               |               |             |             |             |  |
|  | Albert Ramos Viñolas     | Albert Ramos Viñolas     | Albert Ramos Viñolas     | 6           | 6           |  |  |                          |                          |                          |                    |               |   |   |               |               |             |             |             |  |
|  | Ivan Serheev             | Ivan Serheev             | Ivan Serheev             | 3           | 2           |  |  | Albert Ramos Viñolas     | Albert Ramos Viñolas     | Albert Ramos Viñolas     | 4                  | 0             |   |   |               |               |             |             |             |  |
|  | Ryan Sweeting            | Ryan Sweeting            | 2                        | 6           | 6           |  |  | Ryan Sweeting            | Ryan Sweeting            | Ryan Sweeting            | 6                  | 6             |   |   |               |               |             |             |             |  |
|  | Karol Beck               | Karol Beck               | 6                        | 2           | 1           |  |  |                          |                          |                          |                    |               |   |   | Ryan Sweeting | Ryan Sweeting | 6           | 4           | 4           |  |
|  | Martín Vassallo Argüello | Martín Vassallo Argüello | Martín Vassallo Argüello | 6           | 6           |  |  |                          |                          | Juan Ignacio Chela       | Juan Ignacio Chela | 3             | 6 | 6 |               |               |             |             |             |  |
|  | Robert Kendrick          | Robert Kendrick          | Robert Kendrick          | 3           | 4           |  |  | Martín Vassallo Argüello | Martín Vassallo Argüello | Martín Vassallo Argüello | 5                  | 64            |   |   |               |               |             |             |             |  |
|  | 6                        | Juan Ignacio Chela       | 2                        | 6           | 6           |  |  | Juan Ignacio Chela       | Juan Ignacio Chela       | Juan Ignacio Chela       | 7                  | 7             |   |   |               |               |             |             |             |  |
|  |                          | Alejandro Falla          | 6                        | 4           | 3           |  |  |                          |                          |                          |                    |               |   |   |               |               |             |             |             |  |

### Sezione 2
|  | Primo turno       | Primo turno          | Primo turno          | Primo turno | Primo turno |  |  | Secondo turno        | Secondo turno        | Secondo turno        | Secondo turno        | Secondo turno        |   |   | Terzo turno       | Terzo turno       | Terzo turno       | Terzo turno | Terzo turno |  |
|  |                   |                      |                      |             |             |  |  |                      |                      |                      |                      |                      |   |   |                   |                   |                   |             |             |  |
|  | Serhij Bubka      | Serhij Bubka         | 6                    | 1           | 6           |  |  |                      |                      |                      |                      |                      |   |   |                   |                   |                   |             |             |  |
|  | Benjamin Balleret | Benjamin Balleret    | 3                    | 6           | 4           |  |  | Serhij Bubka         | Serhij Bubka         | Serhij Bubka         | 4                    | 4                    |   |   |                   |                   |                   |             |             |  |
|  | Marinko Matosevic | Marinko Matosevic    | Marinko Matosevic    | 6           | 6           |  |  | Marinko Matosevic    | Marinko Matosevic    | Marinko Matosevic    | 6                    | 6                    |   |   |                   |                   |                   |             |             |  |
|  | James Duckworth   | James Duckworth      | James Duckworth      | 1           | 3           |  |  |                      |                      |                      |                      |                      |   |   | Marinko Matosevic | Marinko Matosevic | Marinko Matosevic | 6           | 6           |  |
|  | Philipp Oswald    | Philipp Oswald       | Philipp Oswald       | 6           | 6           |  |  |                      |                      | Daniel Gimeno Traver | Daniel Gimeno Traver | Daniel Gimeno Traver | 1 | 4 |                   |                   |                   |             |             |  |
|  | Miša Zverev       | Miša Zverev          | Miša Zverev          | 3           | 4           |  |  | Philipp Oswald       | Philipp Oswald       | 7                    | 5                    | 2                    |   |   |                   |                   |                   |             |             |  |
|  | 5                 | Daniel Gimeno Traver | Daniel Gimeno Traver | 6           | 7           |  |  | Daniel Gimeno Traver | Daniel Gimeno Traver | 62                   | 7                    | 6                    |   |   |                   |                   |                   |             |             |  |
|  |                   | Kyu-Tae Im           | Kyu-Tae Im           | 1           | 68          |  |  |                      |                      |                      |                      |                      |   |   |                   |                   |                   |             |             |  |

### Sezione 3
|  | Primo turno        | Primo turno        | Primo turno       | Primo turno | Primo turno |  |  | Secondo turno      | Secondo turno      | Secondo turno      | Secondo turno  | Secondo turno |   |   | Terzo turno        | Terzo turno        | Terzo turno | Terzo turno | Terzo turno |  |
|  |                    |                    |                   |             |             |  |  |                    |                    |                    |                |               |   |   |                    |                    |             |             |             |  |
|  | Alex Bogomolov Jr. | Alex Bogomolov Jr. | 3                 | 6           | 7           |  |  |                    |                    |                    |                |               |   |   |                    |                    |             |             |             |  |
|  | Brydan Klein       | Brydan Klein       | 6                 | 4           | 5           |  |  | Alex Bogomolov Jr. | Alex Bogomolov Jr. | Alex Bogomolov Jr. | 6              | 6             |   |   |                    |                    |             |             |             |  |
|  | Martin Fischer     | Martin Fischer     | 6                 | 5           | 7           |  |  | Martin Fischer     | Martin Fischer     | Martin Fischer     | 3              | 3             |   |   |                    |                    |             |             |             |  |
|  | Christophe Rochus  | Christophe Rochus  | 3                 | 7           | 64          |  |  |                    |                    |                    |                |               |   |   | Alex Bogomolov Jr. | Alex Bogomolov Jr. | 67          | 6           | 3           |  |
|  | Rajeev Ram         | Rajeev Ram         | 6                 | 3           | 6           |  |  |                    |                    | Leonardo Mayer     | Leonardo Mayer | 7             | 2 | 6 |                    |                    |             |             |             |  |
|  | Jason Kubler       | Jason Kubler       | 4                 | 6           | 3           |  |  | Rajeev Ram         | Rajeev Ram         | Rajeev Ram         | 1              | 2             |   |   |                    |                    |             |             |             |  |
|  | 7                  | Leonardo Mayer     | Leonardo Mayer    | 7           | 6           |  |  | Leonardo Mayer     | Leonardo Mayer     | Leonardo Mayer     | 6              | 6             |   |   |                    |                    |             |             |             |  |
|  |                    | Federico Delbonis  | Federico Delbonis | 63          | 3           |  |  |                    |                    |                    |                |               |   |   |                    |                    |             |             |             |  |

### Sezione 4
|  | Primo turno     | Primo turno          | Primo turno          | Primo turno | Primo turno |  |  | Secondo turno   | Secondo turno   | Secondo turno  | Secondo turno | Secondo turno |   |   | Terzo turno   | Terzo turno   | Terzo turno   | Terzo turno | Terzo turno |  |
|  |                 |                      |                      |             |             |  |  |                 |                 |                |               |               |   |   |               |               |               |             |             |  |
|  | 4               | Frederico Gil        | Frederico Gil        | 6           | 6           |  |  |                 |                 |                |               |               |   |   |               |               |               |             |             |  |
|  |                 | Sébastien de Chaunac | Sébastien de Chaunac | 4           | 2           |  |  | Frederico Gil   | Frederico Gil   | Frederico Gil  | 7             | 6             |   |   |               |               |               |             |             |  |
|  | Julian Reister  | Julian Reister       | 4                    | 7           | 6           |  |  | Julian Reister  | Julian Reister  | Julian Reister | 6             | 1             |   |   |               |               |               |             |             |  |
|  | Matthew Ebden   | Matthew Ebden        | 6                    | 5           | 3           |  |  |                 |                 |                |               |               |   |   | Frederico Gil | Frederico Gil | Frederico Gil | 6           | 6           |  |
|  | Jarkko Nieminen | Jarkko Nieminen      | 6                    | 67          | 6           |  |  |                 |                 | Taylor Dent    | Taylor Dent   | Taylor Dent   | 3 | 3 |               |               |               |             |             |  |
|  | Guillaume Rufin | Guillaume Rufin      | 2                    | 7           | 3           |  |  | Jarkko Nieminen | Jarkko Nieminen | 6              | 3             | 2             |   |   |               |               |               |             |             |  |
|  | 8               | Taylor Dent          | Taylor Dent          | 7           | 6           |  |  | Taylor Dent     | Taylor Dent     | 4              | 6             | 6             |   |   |               |               |               |             |             |  |
|  |                 | Greg Jones           | Greg Jones           | 63          | 3           |  |  |                 |                 |                |               |               |   |   |               |               |               |             |             |  |